# Sampo-Rosenlew
Sampo-Rosenlew (Сампо-Розенлев) — финская компания в городе Пори, производитель зерноуборочных комбайнов и лесозаготовительной техники.
В концерн входит расположенное в городе Ювяскюля предприятие «Сампо Гидравликс» — производитель гидравлических моторов и ротаторов, а также учреждённый в 2005 году филиал «Сампо Компонентс» в местечке Наккила — производитель различных металлоконструкций и комплектующих для промышленности.
Штат компании на 2015 год свыше 660 сотрудников, оборот средств — более 95 млн евро.

## История

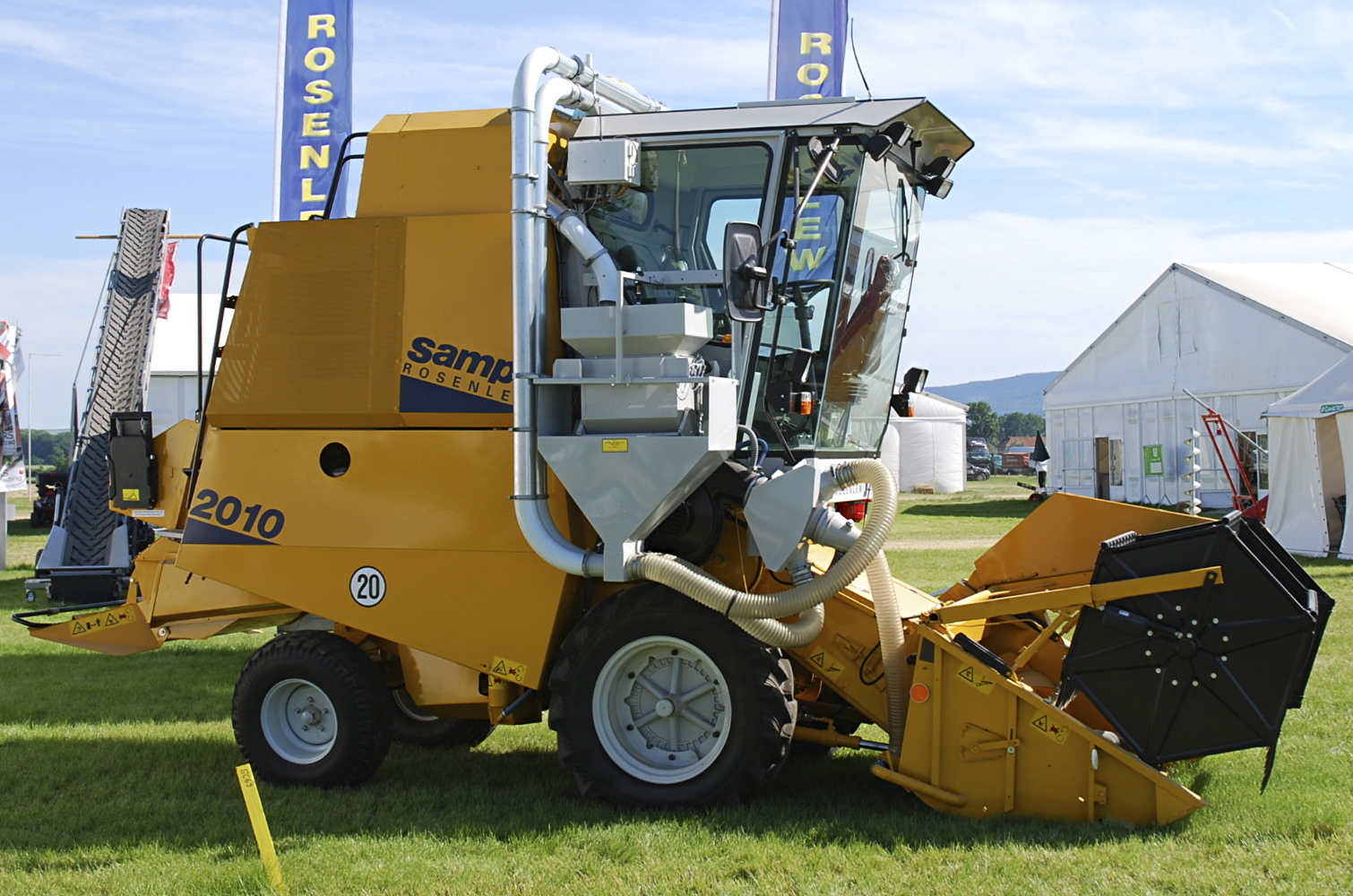
Комбайн Сампо-Розенлев SR2010

Компания была учреждена в 1991 году, взяв название прекратившей свою деятельность в 1987 году компании fi:Rosenlew, производившей комбайны с 1957 года, и приставив имя легендарной мельницы Сампо из эпоса «Калевала».
В 1993 году начался выпуск промышленных моечных машин.
В 1996 году был представлен первый лесозаготовительный комбайн SR1046, серийное производство было начато в 1997 году
В 2005 году появилась модель среднего класса лесозаготовительного комбайна SR1066
В 2012 году компания представила на выставке FinnMetko форвардер FR28.
На 2015 год компанией произвено более 400 харвестеров для рубок прореживания и более 70 харвестеров среднего класса.

### В России
Из комплектующих Sampo сборку комбайнов под брендом «Террион» (Terrion) ведет «Агротехмаш» в Тамбове, а с 2012 года выпуск комбаинов под названием «Агромаш Енисей 5000» налажен на Владимирском моторо-тракторном заводе, за год на ВМТЗ было произведено 12 единиц. В 2014 году на ВМТЗ также был налажен выпуск линейки «Агромаш 4000», в основе которой также используются узлы Sampo.

### На Украине
В 2014 году было анонсировано создание СП с Харьковским тракторным заводом по производству модели ХТЗ-3085 (она же Sampo Rosenlew 3085 Superior), серийный выпуск планируется наладить с 2016 года в объёме 200 комбайнов в год, а к 2018 году выйти на 500 единиц в год. При этом вначале локализация будет составлять 30-35 %, а к 2020 году планируется выйти на 50-60 % локализации. Ожидается, что стоимость собранного на ХТЗ комбайна будет на 20 % ниже оригинала.

### В Казахстане
В Казахстане выпуск комбайнов Sampo Rosenlew был анонсирован с осени 2014 года. В Петропавловске было создано совместное предприятие ТОО "Машиностроительный завод «Казтехмаш». Планировалось в год выпускать до 200 единиц сельскохозяйственной техники, с последующей локализацией производства, создание 128 рабочих мест.

## Продукция

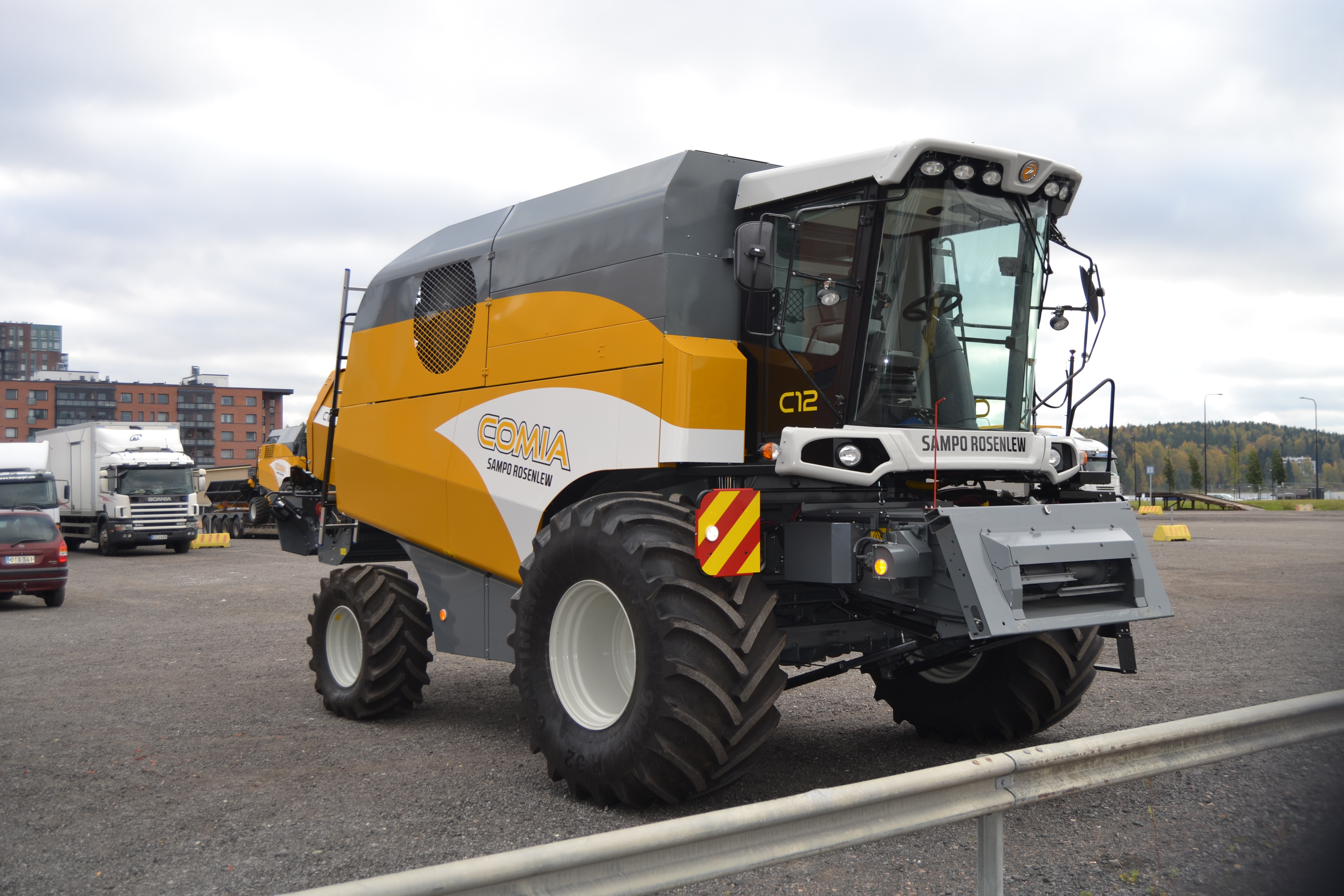
Уборочная машина Comia

Две серии зерноуборочных комбайнов: Sampo-Rosenlew серия 2000 и серия 3000.
Две модели лесозаготовительных комбайнов: SR1046X, разработанный для рубки прореживания и более габаритный и мощный SR1066, рассчитанный на сплошную рубку и обработку крупных стволов.
Уборочная машина Comia.